# Battle Cry Records
Battle Cry Records ist ein 2004 gegründetes Plattenlabel mit Sitz in Mühlacker.
Es wurde als Nachfolgelabel von Iron Glory Records gegründet.

## Geschichte
Nachdem sich die Wege von Andreas Preisig und den 2 weiteren Mitgründern von Iron Glory Records freundschaftlich trennten, gründete Andreas Preisig im Jahr 2004 das Label Battle Cry Records. Er entschloss sich für ein neues Label, da es in seinen Augen nicht richtig gewesen wäre, das gemeinsame Label Iron Glory Records alleine weiterzuführen.
An der musikalischen Ausrichtung hat sich aber nichts geändert. Andreas und sein Label stehen nach wie vor für traditionellen Hard Rock und Heavy Metal.
Im Jahr 2014 hat das Label zusammen mit GOM Records zwei Alben re-released. Zum einen das Album On the Run von Lawlessness, zum anderen die Compilation The EPs 84.85 … and More – 30th Anniversary Special Edition von Arrow.

## Tätigkeitsbereich
Das Label hat sich auf traditionellen Metal aus den 1980er und frühen 1990er Jahren spezialisiert. Battle Cry Records konzentriert sich auf Wiederveröffentlichungen von CDs von Bands aus den 1970er, 1980er und 1990er Jahren.

## Releases
- 2004
  - Gunfire – Thunder of War (Katalognummer BC001)
  - Stormwitch – Walpurgis Night (Katalognummer BC002)
  - Stormwitch – Tales of Terror (Katalognummer BC003)
  - Stormwitch – Stronger than Heaven (Katalognummer BC004)
- 2005	
  - Insane – Too Late to Pray (Katalognummer BC005)
  - Stormwitch – The Beauty and the beast (Katalognummer BC006)
  - Stormwitch – Eye of the Storm (Katalognummer BC007)
  - Manilla Road – Gates of Fire (Katalognummer BC008)
  - Darkness – Deathsquad (Katalognummer BC009)
  - Darkness – Defenders of Justice (Katalognummer BC010)
  - Darkness – Conclusion & Revival (Katalognummer BC011)
  - Darkness – Live in Bocholt
  - S.D.I. – Satan’s Defloration Inc.
  - S.D.I. – Sign of the Wicked
  - S.D.I. – Mistreated
  - Arctic Flame – Primevil Agressor
- 2006
  - Battle Bratt – Battle Bratt
  - Battle Bratt – The Athology
  - Demon’s Seed – Dawn of a New World
  - Powersurge – Eye of the Stormwitch
  - Powersurge – The Aftermath
  - Solitaire – Invasion Metropolis
  - Wind Wraith – Minions of Metal
- 2007
  - Necronomicon – Necronomicon
  - Necronomicon – Apocalyptic Nightmare
  - Necronomicon – Escalation
  - Metal Law – Night of the Wolf
- 2008
  - Warcry – In Battle for Vengeance
- 2009
  - Tyrant – Mean Machine
  - Tyrant – Fight for Your Life
  - Tyrant – Running Hot
  - Tyrant – Ruling the World
  - Vectom – Speed Revolution / Rules of Mystery
  - Iron Kobra – Battlesword
- 2011
  - Briar – Take on the World
- 2012
  - Cold Steel – Freakboy
  - Stranger – Pretty Angels
  - Bishop Steel – Die to Live It
  - Bishop Steel – Killing Asylum
  - Monolith – Monolith
  - Hardline – Hardline
  - Talon – Neutralized
  - Ashbury – Endless Skies
- 2014
  - Lawlessness – On the Run
  - Scene X Dream – Same
  - Scene X Dream – Colosseum
  - Morbid Jester – The First Audience
  - Vortex – First Bite of the Bat
  - Arrow – The Eps + Some More
  - Deslok – The Ultimate Thrashology
  - Ravensthorn – House of the Damned